# Paramallosia
Paramallosia is een kevergeslacht uit de familie van de boktorren (Cerambycidae). De wetenschappelijke naam van het geslacht werd voor het eerst geldig gepubliceerd in 1955 door Fuchs.

## Soorten
Paramallosia is monotypisch en omvat slechts de volgende soort:
- Paramallosia afghanica Fuchs, 1955